# Bådfolk ved Vidåen
Die Fischereiausstellung Bådfolk ved Vidåen ist ein kleines Freilichtmuseum südlich des dänischen Ortes Højer. Es erinnert an das Leben der Fischer in früheren Zeiten.

## Geschichte
Die Ausstellung am Ufer der Vidå (deutsch Wiederau) beschreibt die Fischerei vor der Industrialisierung und bevor die Tøndermarsken (deutsch Tonder-Marsch) in den 1920er Jahren entwässert wurde. Zu dieser Zeit gab es entlang des Flusses über 100 Fischer.
Damals gab es in der Gegend einen sehr hohen Fischbestand, darunter viele Aale. Vom Fischfang konnten viele kleine Fischer leben. Sie benutzten besondere Marschboote, die einen flachen Boden hatten und auf sehr flachem Wasser segeln konnten. Es gab viele Fangtechniken, die über Generationen hinweg entwickelt worden waren.
Nach den 1920er Jahren nahm diese Fischereikultur ab und verschwand in den 1970er Jahren völlig.
Die Ausstellung mit Fischereigeräten, Booten und dem alten Fischerhaus von etwa 1870 wurde von historisch interessierten Personen und Fischern in den 1990er Jahren am Vidå zusammengestellt.